# Симеон Гавриловић Зорић-Неранџић
Симеон Гаврилович Зорић-Неранџић (1743–1799), Србин руски генерал, један од љубимаца руске царице Катарине II

## Биографија
По Јовану Скерлићу: Симеон Зорић-Неранџић је био син руског потпуковника Гаврила Зорића, који је изгледа био пореклом из Далмације. А према Милошу Московљевићу, он је као дечак стигао у Русију између 1752-1754. године у једној од група насељених Срба граничара, коју је предводио пуковник Јован Шевић. Прешли су тада са њим и његови рођаци, два брата Мошоринчана, Максим и Василије.
Капетан аустријски Максим Зорић се снашао у новој земљи; произведен је за заслуге у чин генерала и 1774. године добио од руске царице имање у Пековској жупанији. Како је имао само кћерку Јулијану, усвојио је (посинио) младог рођака Симеона Неранџића, сина Гаврила Неранџића и Стефаније Зорић. Отац Гаврило Неранџић је био зет Максимовог стрица Јована Зорића. Због тога је Симеон носио два презимена Зорић и Неранџић.
Симеон Неранџић је био родом из Баната, из Великог Бечкерека. По другом извору он је био из Чуруга у Бачкој; отац је ту био на служби. Још као дечак 1. маја 1754. године ступио је у српски хусарски пук и учествовао у ратним окршајима. Кадетску војну школу коју је започео у Славонији, окончао је 1757. године у Санкт Петерсбургу. Затим је ушао у српски Хусарски пук у Новој Србији. Током седмогодишњег рата 1760. године био је заробљен од стране Пруса и био кратко у ропству. Истакао се тада храброшћу и сналажљивошћу иако врло млад и неискусан хусарски официр. Четири пута је током каријере био рањаван у борби. На почетку руско-турског рата (1768-1774) произведен је у чин мајора. Током једне битке 1770. године Симеона су опколили и заробили Турци, а он је избегао да буде посечен, викнувши да је "капетан-паша". Турци су га одвели султану, јер је заробљеник према њиховој хијерхији био у чину генерала. Пред султаном се добро показао; учтиво је одбио све султанове понуде, које су ишле у правцу да постане турски официр - ако промени веру. Када је уследила размена ратних заробљеника, султан је писао царици Катарини II о њему, наводно хвалећи га као изванредног генерала. Ослобођени мајор Зорић-Неранџић се морао поклонити царици, јер је са руске стране откривено да се лажно представио код Турака. Када је објаснио зашто је лагао, царица је наводно рекла (по мемоарима Шчегловског): Онда и будите генерал. Султан вас хвали и ја нећу да вам одузмем чин који сте сами себи дали и заслужили. Са друге стране, то је било мало вероватно, јер се он вратио из заробљеништва 1775. године, и одмах послат у дипломатску мисију у Шведску, у Стокхолм. Зорић се свакако свидео руској царици, а том приликом је добио само Орден Св. Ђорђа 4. степена. По повратку га је узео чувени Потемкин за свог ађутанта.

## Красавец Семјон (лепотан Симеон!)
Симеон (Семјон) је 1777. године добио пуковнички чин (након показаног јунаштва током гушења побуне под вођством Пугачова), и постао ађутант остареле руске царице Катарине. Била је то заслуга Потемкинова, који је помоћу Зорића покушао да истисне супарника Завадовског. Сам Зорић је својом лепом појавом и држањем придобио симпатије на руском двору. Једне ноћи је наводно нашао испод свог јастука "кључеве од царичиних одаја". Постао је тако царичин љубавник, један од десеторице њених најпотентнијих "фаворита". У септембру исте године добио је царичин миљеник чин генерал мајора, и постао командант Ахтирског хусарског пука. Добио је он од задовољне владарке и много поклона; као мало ко до тада. У Петерсбургу је добио вилу надомак Зимске палате одакле је "јуначина" одлазио у пуном сјају у љубавна освајања. Један од тих великих царских дарова је било имање - белоруски градић Шклов са 16.000 душа. У царичиној близини је ипак остао само 11 месеци (до фебруара 1778); морао је да уступи место новом Катаринином "љубазнику"; а то (подвођење) је била Потемкинова брига. Наводно је Симеон много губио на коцки па је као непослушан морао да оде. Тада је избио оштри сукоб између Симеона и Потемкина, јер је Потемкин наводно довео новог официра - фаворита, и то у његовом присуству. Изазвао је фрустрирани Србин - префриганог Руса на двобој, али је овај то одбио. Посредник између њих био је Симеонов поочим Максим Зорић. Царица није подносила свађе, па је наредила да се њих двојица ипак морају помирити. А средином јула је Симеон тихо одпуштен, мада је наводно поновио испад као пред Потемкином, и царицу извређао. Међутим то му није узето превише за зло; добио је у посед велику суму новца, земљу, 7.000 душа и титулу грофа. Тек кад је дрчни Србин Зорић-Неранџић напустио Царско село, његово место у царичином будоару припало је Ивану Римском-Корсакову.

## "Мали владар" у Шклову
Да би себи дао одушка Симеон је лето 1778. године провео у Паризу. По повратку се населио на свом имању у Шклову. Ту је живео врло раскошно и раскалашно, као "мали владар". Држао је властиту позоришну трупу и оркестар да би могао да организује честе забаве. Његов дом је био отворен за све авантуристе, а ту се поред свих врста уживања и коцкало. Наводно једном приликом бахати Зорић-Неранџић прокоцкао је на картама чак 50.000 златних рубаља. Али Зорић је притом и чинио добра, и својим кметовима али и многим Србима. Тако је помагао књижевника путника Доситеја Обрадовића када га је походио, а боравио је у Шклову неколико месеци 1788. године. Његову књигу о баснама, омогућио је да се штампа управо Симеон. У Шклову је код Зорића током зиме 1788. године кратко боравио и Сава Текелија, који се сећао да Зорићев двор није још био завршен. Зорић је основао и свој Уметнички театар (1778-1780), са музичком, балетском и занатском школом.
Зорић је у Шклову основао властиту племићку Кадетску компанију, у којој се учило 60 (па 200) будућих официра. Та племићка школа ће 1801. године бити пренета у Москву, где је постала Први Московски кадетски корпус. Када је царица Катарина маја 1780. године у друштву са аустријским царем Јосифом II посетила Шклов, на врло високом нивоу их је угостио домаћин Зорић-Неранџић. Узалуд се трудио, јер је царица избегла његове молбе да га врати у своју близину. Од тада је Србин чак запао у новчане проблеме, јер се истрошио том приликом. Ипак тај сусрет са владарком је био последњи његов успех; од тада је кренуло његово пропадање. Губио је и за карташким столом и у подухватима. Његово имање се крунило, јер је бирао погрешне људе за надзорнике. Браћа Далматинци Зановићи су га упропастили и увели у невоље, јер су тајно фалсификовали новац. Суд је оптужио и господара Зорића-Неранџића, али док су Зановићи осуђени и протерани, он је ипак био ослобођен. Изашао је на слободу и 1784. године бива пензионисан. Од тада је почео да води миран, повучен живот.

## Одступање
Након смрти царице Катарине II, нови руски владар Павле га је повратио у активну службу. Дата му је команда над 11. Изјумским хусарским пуком, сада у чину генерал-пуковника. Провео је још лепе године у војничкој средини; тек да осети сву драж војевања. Дочекао је да јануара 1797. године буде произведен у чин генерал лајтанта. Већ у септембру те године поднео је оставку на службу; наводно је био принуђен на то, јер је имао финансијске ујдурме. Био је увелико оронуо, па се повукао на своје имање, где је две године боловао. Умро је 6. новембра 1799. године у граду Шклову. Иако је имао велике тренутке - узлете и имао леп и богат живот, након његове смрти ничег није остало. Једино је по мишљењу Скерлићевом, било запамћено у српском народу његово меценарство, када је оно помогао Доситеју Обрадовићу. Откривањем споменика у градском парку у Шклову 2007. године, изражен му је накнадно достојан пијетет и одата захвалност грађана, што је тај град у своје време значајно унапредио.
Зорић је био цењен и на страним дворовима. Тако је добио од пољског краља Орден Белог орла, а од шведског краља Орден мача. Портрет Зорића из млађих дана, рад непознатог руског сликара, нађен је у манастиру Војловици, одакле је пренет у Народни музеј у Београду (тада Музеј Кнеза Павла).